# Maenza
Maenza település Olaszországban, Lazio régióban, Latina megyében. Lakosainak száma 2952 fő (2023. január 1.). Maenza Giuliano di Roma, Priverno, Prossedi, Supino, Carpineto Romano és Roccagorga községekkel határos.

## Népesség
A település lakossága az elmúlt években az alábbi módon változott:
| Lakosok száma | 3107 | 3118 | 2952 |
|               | 2017 | 2018 | 2023 |